# Puig d'en Claret
El puig d'en Claret és una muntanya del massís de Randa, essent la central de la serra de Galdent, situada entre els termes de Llucmajor i d'Algaida, a Mallorca. El seu cim està a 378 m per sobre el nivell de la mar. Destaca a la part de l'oest una murada rocosa, l'extrem de la qual hi ha un xap natural que per la seva forma es denomina Sopegada des Gegant o també Cepegada des Gegant. D'una banda, la llegenda popular coneguda a Llucmajor conta que el tall és degut al dit petit del peu d'un gegant que ensopegà mentre s'apedregava amb un altre gegant de l'illa de Cabrera. I per altra banda, del mateix buit a la cresta, hi ha una altra llegenda vista del punt de vista d'Algaida, on el personatge principal és sant Cristòfol, que venia de Llucmajor, ensopegà i creà aquest buit.